# Zhao Kezhi

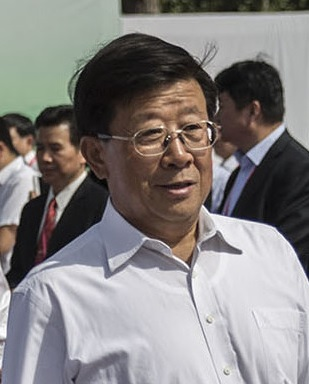
Zhao Kezhi

Zhao Kezhi (chinesisch 赵克志, Pinyin Zhào Kèzhì; * Dezember 1953 in Laixi, Provinz Shandong) ist ein Politiker in der Volksrepublik China.
Nach Tätigkeiten in Politik und Verwaltung seiner Heimatprovinz, darunter Bürgermeister und anschließend Parteisekretär in Jimo sowie 2001 bis 2006 Vize-Gouverneur, war er von 2006 bis 2010 Vize-Gouverneur und stellvertretender Parteisekretär der Provinz Jiangsu.
Seit August 2010 war Zhao als Nachfolger von Lin Shusen Gouverneur der Provinz Guizhou. Er war zugleich stellvertretender Parteisekretär dieser Provinz. Im Juli 2012 wurde er als Nachfolger von Li Zhanshu zum Parteisekretär der Provinz ernannt. Sein Nachfolger als Gouverneur wurde Chen Miner.
Im Juli 2015 wechselte er als Nachfolger des wegen Disziplarverstößen entlassenen Zhou Benshun als Parteisekretär in die Provinz Hebei. In Guizhou ersetzte ihn wiederum Chen Miner. Seit März 2018 ist er Minister für öffentliche Sicherheit.